# Aega concinna
Aega concinna är en kräftdjursart som beskrevs av Hale 1940. Aega concinna ingår i släktet Aega och familjen Aegidae. Inga underarter finns listade i Catalogue of Life.